# Euploea triggia
Euploea triggia är en fjärilsart som beskrevs av Schröder 1977. Euploea triggia ingår i släktet Euploea och familjen praktfjärilar. Inga underarter finns listade i Catalogue of Life.